# موش‌های مالاگاسی
موش‌های مالاگاسی (نام علمی: Nesomyidae) نام یک تیره از بالاخانواده موش‌واران است.